# Ministero dell'istruzione (Argentina)
Il Ministero dell'istruzione (in spagnolo Ministerio de Educación, ME) era un dicastero del governo dell'Argentina, responsabile del sistema educativo. Stabiliva le politiche educative e ne monitorava l'attuazione.
Il governo e l'amministrazione del sistema educativo nazionale erano una responsabilità concorrente e concertata del potere esecutivo attraverso il Ministero dell'istruzione (ME), dei poteri esecutivi delle province e del governo della Città Autonoma di Buenos Aires. Lo Stato nazionale stabiliva la politica educativa e ne monitorava l'attuazione con l'obiettivo di consolidare l'unità nazionale, nel rispetto delle specificità provinciali e locali, ed era l'ente che garantiva il finanziamento del sistema educativo nazionale.
L'ex dicastero ospita una pinacoteca (creata nel 1935) con opere di artisti argentini e la Biblioteca nazionale degli insegnanti (BNM), fondata da Domingo Faustino Sarmiento.

## Storia
Nel corso della storia, l'istruzione è stata di competenza di diversi ministeri: il Ministero della giustizia e della pubblica istruzione; il Ministero dell'istruzione; il Ministero dell'istruzione e della giustizia; il Ministero della cultura e dell'istruzione; il Ministero dell'istruzione, della scienza e della tecnologia; e il Ministero dell'istruzione e dello sport.
Modifiche al nome del portafoglio nazionale dell'istruzione:
| Periodo: Denominazione:                                                               |
| 1854-1898: Ministero della giustizia, del culto e della pubblica istruzione           |
| 1898-1949: Ministero della giustizia e della pubblica istruzione                      |
| 1949-1956: Ministero dell'istruzione                                                  |
| 1956-1966: Ministero dell'istruzione e della giustizia                                |
| 1966-1969: Segreteria di Stato per l'istruzione e la cultura                          |
| 1969-1983: Ministero della cultura e dell'istruzione                                  |
| 1983-1991: Ministero dell'istruzione e della giustizia                                |
| 1991-1999: Ministero della cultura e dell'istruzione                                  |
| 1999-2002: Ministero dell'istruzione                                                  |
| 2002-2007: Ministero dell'istruzione, della scienza e della tecnologia                |
| 2007-2015: Ministero dell'istruzione                                                  |
| 2015-2017: Ministero dell'istruzione e dello sport                                    |
| 2017-2018: Ministero dell'istruzione                                                  |
| 2018-2019: Ministero dell'istruzione, della cultura, della scienza e della tecnologia |
| 2019-2023: Ministero dell'istruzione                                                  |

## Organizzazione
Il portafoglio è stato organizzato come segue:
- Ministero dell'istruzione
  - Segreteria dell'istruzione
  - Segreteria per il coordinamento educativo e la democratizzazione educativa
  - Segreteria per la valutazione e l'informazione educativa
  - Segreteria delle politiche universitarie

## Enti decentralizzati
Tra le sue agenzie decentrate, il Ministero dell'istruzione aveva:
- l'Istituto nazionale di educazione tecnologica (INET),[2]
- l'Istituto nazionale per la formazione degli insegnanti (INFOD),[3] e,
- il sito web di Educar (educ.ar).[4]